# Lu Shuitian
Lu Shuitian (chinesisch 卢水田, Pinyin Lú Shuǐtián; * 1894 in Rongcheng, Provinz Shandong, Kaiserreich China; † 1978) war ein chinesischer Kampfsportler und Meister des Baguazhang.
Lu Shuitian brachte das Baguazhang während des Chinesisch-Japanischen Krieges nach Korea. Sein Stil wird heute von seinem Meisterschüler Park Bok Nam in Nordamerika weitergegeben. Der Stil ist kein abgeschlossenes System und enthält auch keine klassischen Formen, sondern lehrt das intuitive und improvisierte Einsetzen der Techniken. 
Lu Shuitian war vor allem aufgrund seines meisterhaften Umgangs mit dem Messer bekannt.